# 阿纳穆斯 (北达科他州)
阿纳穆斯（英語：Anamoose），是美国北达科他州下属的一座城市。根据2010年美国人口普查，该市有人口227人。2011年估计该市有人口232人，相对于2010年，增长率为2.20%。